# Tomislav Banić

Tomislav Banić je bio hrvatski nogometaš. 
 Igrao je u prvoj prvoligaškoj sezoni u redovima Splita. U redovima Crvenih u sezoni 1957/58. nastupio je 1 put.